# کرنتسکو
کرنتسکو (به لهستانی:  Kręcko) یک روستا در لهستان است که در گمینا زبانشنک واقع شده‌است.